# 금산사로
금산사로(Geumsansa-ro)는 전북특별자치도 김제시 금산면 금암삼거리에서 김제시 금산면 백오동삼거리를 잇는 도로이다

## 주요 경유지
전북특별자치도
- 김제시 (금산면)

## 노선
| 이름         | 접속 노선 | 소재지 | 소재지 | 비고 |
| ------------ | --------- | ------ | ------ | ---- |
| 금암삼거리   | 금평로    | 김제시 | 금산면 |      |
| 성암삼거리   | 원평로    | 김제시 | 금산면 |      |
| 월평사거리   | 모악로    | 김제시 | 금산면 |      |
| 신흥교       |           | 김제시 | 금산면 |      |
| 금정교       |           | 김제시 | 금산면 |      |
| 용천교       |           | 김제시 | 금산면 |      |
| 팔정이삼거리 | 계룡로    | 김제시 | 금산면 |      |
| 팔정이사거리 | 모악로    | 김제시 | 금산면 |      |
| 백오동삼거리 | 우림로    | 김제시 | 금산면 |      |

## 주요 시설및 건물
- 금산119안전센터 (금산사로 29/성계리 666-13)
- S-OIL 금동주유소 (금산사로 159/쌍용리 84-2)